# Heliotropium submolle
Heliotropium submolle är en strävbladig växtart som beskrevs av Johann Friedrich Klotzsch. Heliotropium submolle ingår i Heliotropsläktet som ingår i familjen strävbladiga växter. Inga underarter finns listade i Catalogue of Life.